# 岡崎雪
岡崎 雪（おかざき ゆき、1975年12月31日 - ）は、日本のシンガーソングライター、歌手である。北海道出身。

## 概要
SUPER STARLIGHT CONTESTの1999年秋大会にて優勝し、GIZA studioが運営するGIZAクリエイターズスクール（現在のギザミュージックスクール）のレッスンを受ける。2004年より本格的に活動をはじめ、主にhills パン工場で開催されているTHURSDAY LIVE（現SATURDAY LIVE）のバックバンドのコーラスを務めている。
他にも愛内里菜のライブでは「LOVE MOTION」というバックバンドで固定メンバーとして愛内が引退する2010年までコーラス参加していた他、2004年にはZARD初の全国ツアー「What a beautiful moment Tour」全11公演にSATIN DOLLと共にコーラス参加した。2008年のZARD追悼全国ツアー「What a beautiful memory 2008」全国13ヶ所15公演にも再参加している。
2003年12月31日、第54回NHK紅白歌合戦に愛内里菜のサポートメンバーとして出演。2007年12月31日、第58回NHK紅白歌合戦にZARDのサポートメンバーとして出演。
2009年にはGIZA JAZZのコンピレーション・アルバムで「I feel the earth move」（キャロル・キング）をカヴァーした。同年12月16日、洋楽カバーアルバム「Harmonize」でメジャーデビュー。
2016年1月1日、NHK総合テレビにて放送された「MINYO SOUL ～唄は時空を超える～」に島袋寛子のサポートメンバーとして出演。
2018年1月31日、神奈川県厚木市公演より始まる大黒摩季のライブツアー「Maki Ohguro 2018 Live-STEP!! 
〜Higher↗↗Higher↗↗中年よ熱くなれ!! Greatest Hits+〜 -Season III-」にサポートメンバーとして出演。同年5月26日、同ツアーの千秋楽であるFINAL SEASON 沖縄県沖縄市民会館の公演にも出演。
2018年より、大阪音楽大学の講師を務める。
2018年8月25日、Zepp Nambaで開催されたスタースカウト総選挙2018にアシスタントMCとして出演。2019年、2020年も出演する。

## ディスコグラフィー

### アルバム
| 枚  | 発売日        | タイトル | 収録曲                          | 作詞・作曲 |
| --- | ------------- | -------- | ------------------------------- | ---------- |
| 1st | 2015年12月9日 | REVOICE  | Introduction 〜REVOICE〜        | 岡崎雪     |
| 1st | 2015年12月9日 | REVOICE  | 地図                            | 岡崎雪     |
| 1st | 2015年12月9日 | REVOICE  | 魔法にかかった…                 | 岡崎雪     |
| 1st | 2015年12月9日 | REVOICE  | もう                            | 岡崎雪     |
| 1st | 2015年12月9日 | REVOICE  | Love is…                        | 岡崎雪     |
| 1st | 2015年12月9日 | REVOICE  | ちっぽけなじぶんのうた          | 岡崎雪     |
| 1st | 2015年12月9日 | REVOICE  | ふたりでいよう                  | 岡崎雪     |
| 1st | 2015年12月9日 | REVOICE  | I love you 〜forever and ever〜 | 岡崎雪     |
| 1st | 2015年12月9日 | REVOICE  | けんかはきらい                  | 岡崎雪     |
| 1st | 2015年12月9日 | REVOICE  | Shine                           | 岡崎雪     |

### カバーアルバム
| 枚  | 発売日         | タイトル  | 規格品番  | 収録曲                | 作詞・作曲 | 編曲     |
| --- | -------------- | --------- | --------- | --------------------- | ---------- | -------- |
| 1st | 2009年12月16日 | Harmonize | GZCA-5203 | I like it             |            | 古井弘人 |
| 1st | 2009年12月16日 | Harmonize | GZCA-5203 | Free                  |            | 小林哲   |
| 1st | 2009年12月16日 | Harmonize | GZCA-5203 | Feel like makin' love |            | 徳永暁人 |
| 1st | 2009年12月16日 | Harmonize | GZCA-5203 | Can't buy me love     |            | 大橋雅人 |
| 1st | 2009年12月16日 | Harmonize | GZCA-5203 | Summertime            |            | 大橋雅人 |
| 1st | 2009年12月16日 | Harmonize | GZCA-5203 | Agua de beber         |            | 大楠雄蔵 |
| 1st | 2009年12月16日 | Harmonize | GZCA-5203 | Overjoyed             |            | 大賀好修 |
| 1st | 2009年12月16日 | Harmonize | GZCA-5203 | Used to be in love    | 岡崎雪     | 麻井寛史 |
| 1st | 2009年12月16日 | Harmonize | GZCA-5203 | Desperado             |            | 岡本仁志 |

### シングル
1. ふたりでいよう（2012年11月21日） - musing限定販売
2. shine （2014年4月20日） - ライブ会場限定販売
3. 僕の虹 （2018年11月25日） - ライブ会場, 通信販売限定販売

### コンピレーションアルバム参加作品
| 発売日        | タイトル                                    | 規格品番  | 参加曲                 |
| ------------- | ------------------------------------------- | --------- | ---------------------- |
| 2009年9月30日 | Flavor Jazz 〜GIZA Jazz compilation vol.2〜 | GZCA-5200 | I feel the earth move  |
| 2010年12月1日 | Christmas Non-Stop Carol                    | GZCA-5229 | ザ・クリスマス・ソング |

## 主な出演

### コンサート
- ZARD What a beautiful moment Tour （2004年3月2日-7月23日）
- ZARD What a beautiful memory 2007 （2007年9月6日-14日）
- ZARD What a beautiful memory 2008 （2008年1月19日-5月27日）
- ZARD What a beautiful memory 2009 （2009年5月15日-5月27日）
- ZARD "What a beautiful memory ～forever you～"（2011年5月27日-5月29日）
- ZARD What a beautiful memory 〜25th Anniversary〜 （2016年5月21日-5月27日）

### テレビ番組
- 第54回NHK紅白歌合戦（2003年12月31日、NHK総合テレビ） - 愛内里菜のサポートメンバー
- 第58回NHK紅白歌合戦（2003年12月31日、NHK総合テレビ） - ZARDのサポートメンバー
- MINYO SOUL ～唄は時空を超える～（2016年1月1日、NHK総合テレビ） - 島袋寛子のサポートメンバー

### イベント
- スタースカウト総選挙2018（2018年8月25日） - アシスタントMC
- スタースカウト総選挙2019（2019年11月16日） - アシスタントMC
- スタースカウト総選挙2020（2020年12月20日） - アシスタントMC

## レコーディング参加作品
- 愛内里菜
  - PARTY TIME PARTY UP
  - I believe you 〜愛の花〜
  - TRIP
  - Creamy day
  - さくら色
  - Secret Jasmine
  - A DAY TRIP
  - Friend
  - 素顔のまま
  - THANX
  - 夏の幻
  - Melodies
  - little star
  - Change
  - thankful for the birthday
  - GOOD DAYS
  - C・LOVE・R
  - TIME
  - 37℃
- 伊奈木紫乃
  - 『Viento Latino』 (M-1,2,3,5,6,7,10,11,12)
  - 『El Segundo』(M-1,3,4,5,6,7,8,9)
  - 『Tersa』 (全曲)
- 上原あずみ
  - 『生きたくはない僕等』
- 大黒摩季
  - マリンタワーに着くまでに
- 上木彩矢
  - 世界中の誰もが
- Gulliver Get
  - コイニオチタ
  - 『スタートの青色』
- 北原愛子
  - Dream☆ing
  - アネモネ
  - 明日はきっと晴れるや
  - AMORE MIO
  - サクラサク
  - この空の下で
  - SAMBA NIGHT
  - 恋花火
  - 本当の気持ち
  - La-i-la
  - Surfing in the Heaven ♡×♡
  - AMORE 〜恋せよ! 乙女達よ!!〜
  - 恋の引力
  - キンセンカ
  - その笑顔よ 永遠に
  - 春風が舞う頃には
  - 雪
  - Paradise☆
  - 夏だから!
  - cobalt blue
  - 眠れない夜のどこかで
- 栗原小夜
  - 『Sunny Side Jazz Lounge』 (全曲)
  - 『Sunset Jazz Wave』 (全曲)
- ZARD
  - 淡い雪がとけて
- 三枝夕夏
  - WINTER WONDERLAND
- 三枝夕夏 IN db
  - 夏のフォトグラフ
  - 君の中に僕の居場所を探したい
  - 明日に降る夢よ
  - 空飛ぶあの白い雲のように
  - 愛言葉
  - Honey
  - 『三枝夕夏 IN d-best 〜Smile&Tears〜』
  - 『U-ka saegusa IN db IV 〜クリスタルな季節に魅せられて〜』
  - 『U-ka saegusa IN db Final Best』
- 竹井詩織里
  - 蜜月 -live-
- TRF
  - we can do that sit everything
- doa
  - 365のダイヤモンド
  - We are one
- なついろ
  - 『あの夏色の空へと続く』
- 早川えみ
  - 『Feel the Jazz breeze』 (M-1,2,3,4,5,7,8,10,11)
  - 『Twilight in Jazz』 (M-2,4,5,6,7,9)
- 星田紫帆
  - 爪痕